# Bujinkan

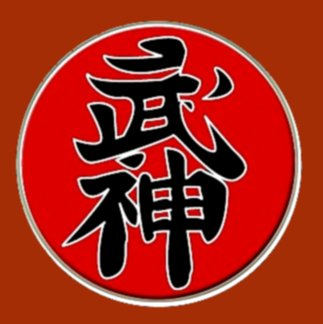
Das Abzeichen ist das Bujinkan-Symbol und Graduierungsabzeichen vom 5. bis 9. Dan

Bujinkan Budō Taijutsu (jap. 武神館武道体術) oder vollständig Bujinkan Dōjō Budō Taijutsu (武神館道場武道体術), auch Ninjutsu oder Ninpo genannt, ist eine weltweit verbreitete japanische Kampfkunst (früher Kriegskunst), deren Oberhaupt, genannt Sōke, der Japaner Masaaki Hatsumi ist. Bujinkan ist eine Kampfkunst, in der traditionelle Samurai- und Ninja-, aber auch auf die heutige Zeit anwendbare Prinzipien gelehrt werden. Dem Schüler werden auch Einblicke in Medizin (z. B. Kuatsu: Erste Hilfe; Seikotsu: Knochen richten; Taisō Gymnastik), Tarnstrategien (z. B. der Shinobi) und Philosophie gegeben.

## Geschichte
Toshitsugu Takamatsu, der Großmeister von neun japanischen Kampfkunstschulen, ernannte seinen Schüler Masaaki Hatsumi, kurz vor seinem Tod im Jahre 1972, zu seinem Nachfolger. Aufgrund der Vielzahl und der Komplexität der in den neun Schulen vorkommenden Techniken entschloss sich Hatsumi, die Techniken nicht getrennt, sondern als Einheit zu lehren.
Zu Ehren seines Lehrers Takamatsu, der nach seinem Tod Bujin („göttlicher Krieger“) genannt wurde, gab er der Kampfkunst den Namen Bujinkan Budo Taijutsu. Dieser Ausdruck bietet mehrere Übersetzungsmöglichkeiten; die allgemeine deutsche Übersetzung für Bujinkan lautet „Haus des göttlichen Kriegers“ (Bu „Krieger“, Jin „Gott“, Kan „Haus“). Budō bedeutet „der Weg des Krieges“, und Taijutsu steht für „Körpertechnik“.
Das Haupthaus (japanisch hombu dōjō) des Bujinkan Dōjō mit dem Namen Bujinden ist in Noda bei Tokio. Vereinigungen und Gruppen, in denen Bujinkan Dōjō Budo Taijutsu geübt wird, existieren auf der ganzen Welt. Die Zugehörigkeit zum Bujinkan wird durch direkten Kontakt, d. h. Training in Japan bei Hatsumi Sensei, gepflegt.
Weltweit wird in den Bujinkan-Dōjō heutzutage ein System aus neun japanischen Kampfkünsten, genannt Schulen oder Traditionen (Ryūha), gelehrt. Sechs der Schulen waren Samurai-Schulen, die anderen drei gelten als Schulen der Ninja, daher auch die Bezeichnung Ninjutsu für Bujinkan Budo. Aufgrund der Techniken in den Ninja-Traditionen wird Bujinkan oft fälschlicherweise mit den Ninja in Verbindung gebracht, wie sie durch Hollywood-Filme entstanden sind: Schwarzgekleidete Männer, die mit Schwert auf dem Rücken und mit Wurfsternen (Shuriken) werfend verdeckte Missionen ausführen.

## Neun Schulen
| Name in Kanji    | Name der Schule               | Bedeutung                                   | Gründung            | Techniken/Waffen                                                                | Sonstiges |
| ---------------- | ----------------------------- | ------------------------------------------- | ------------------- | ------------------------------------------------------------------------------- | --- |
| 戸隠流忍法体術   | Togakure Ryū Ninpo Taijutsu   | Schule der verborgenen Tür                  | Ende 12. Jh.        | Infiltration; Senban Shuriken, Shuko, Shindake                                  | Ninja-Schule; Überlebensschule                                                                                            |
| 雲隠流忍法体術   | Kumogakure Ryū Ninpo Taijutsu | Schule der verborgenen Wolke                | ca. 14.–15. Jh.     | Rüstung; Kamayari (Dreizackspeer), Feuer                                        | Ninja-Schule; Ninja trugen Dämonenmasken                                                                                  |
| 玉心流忍法体術   | Gyokushin Ryū Ninpo Taijutsu  | Schule des mit Juwelen geschmückten Herzens | nach 1156           | Blöcke, Schläge, Tritte; Nagenawa; Spionage                                     | Ninja-Schule |
| 玉虎流骨指術     | Gyokko Ryū Kosshi Jutsu       | Schule des mit Juwelen geschmückten Tigers  | ca. 618–907 n. Chr. | Muskeln des Angreifers zerstören; Katana, Bō, Tantō                             | chinesische Schule, gelehrt bei Ninja und Samurai                                                                         |
| 虎倒流骨法術     | Koto Ryū Koppo Jutsu          | Den Tiger niederschlagende Schule           | vor 1542            | Atemi-te, sehr harte Schläge mit Fingern auf die Nervenpunkte                   | chinesische Schule, gelehrt bei Ninja und Samurai; Kam wahrscheinlich über Korea nach Japan                               |
| 神伝不動流       | Shinden Fudo Ryū              | Schule des unbewegten Herzens               | Mitte 12. Jh.       | Natürlichkeit der Bewegungen; längeres Katana, Nawa, Kriegsaxt und Kriegshammer | japanische Samuraischule; eng mit der Natur verbunden                                                                     |
| 九鬼神伝流       | Kukishinden Ryū               | Schule der neun Dämonengötter               | 14. Jh.             | Bo, Jo, Hanbo, Nawa, Kodachi, Jutte, Tessen, Naginata, Bisento, Shuriken        | Entstanden aus der Kukishin Ryū, japanische Samuraischule, Einsatz im Krieg                                               |
| 高木揚心流柔体術 | Takagi Yôshin Ryū Jutai Jutsu | Hoher-Baum-Weide-Geist-Schule               | Ende 16. Jh.        | Distanz, Gleichgewicht brechen, Bewegung des gesamten Körpers                   | japanische Samuraischule; Philosophie der Nachgiebigkeit: Eine Weide ist flexibel, aber ein hoher Baum ist zerbrechlich.  |
| 義鑑流骨法術     | Gikan Ryū Koppo Jutsu         | Schule des Lernens von Gerechtigkeit        | Ende 16. Jh.        | Der Angriff erfolgt von der Seite, mit der der Feind gerade nicht rechnet       | japanische Samuraischule; Eine Schule, die Hatsumi noch nicht öffentlich gelehrt hat, weil sie sehr kompliziert sein soll |

Jedes Jahr steht im Bujinkan das Training unter einem besonderen Thema, dem Bujinkan-Jahrestrainingsthema. Es handelt sich dabei meist um eine der neun Schulen (Ryūha) des Bujinkan und einen Waffenaspekt.

## Nachfolger
Zeitnah zu seinem 88. Geburtstag (Beiju: ja:米寿) am 2. Dezember 2019, ernannte Hatsumi zu den Schulen einen Nachfolger
- Togakure Ryū: Tsutsui Takumi
- Gyokushin Ryū: Kan Jun'ichi
- Kumogakure Ryū: Furuta Kōji
- Kotō Ryū: Noguchi Yukio
- Gyokko Ryū: Ishizuka Tetsuji
- Kukishinden Ryū: Iwata Yoshio
- Shinden Fudō Ryū: Nagato Toshirō
- Takagi Yōshin Ryū: Sakasai Norio
- Gikan Ryū: Sakasai Norio

## Verbreitung
Der erste Nicht-Japaner, der Bujinkan Budo Taijutsu in Japan 1969 angefangen hat, war Doron Navon aus Israel. 1974 brachte er Bujinkan Ninpo Taijutsu (武神館忍法体術), wie es damals noch genannt wurde, nach Israel. Ein weiterer namentlich bekannter Schüler ist der US-Amerikaner Stephen K. Hayes, der nach seiner Rückkehr in die USA seine eigenen Kampfschulen gründete und für die Verbreitung des Wissens über Ninjutsu in der westlichen Welt wesentlich mitverantwortlich war.
Das Bujinkan Ninpo Taijutsu begann in Europa 1975 mit Bo F. Munthe, in Schweden und in Deutschland 1983 mit Wolfgang Ettig.

## Kampfsystem
Im Bujinkan Budō Taijutsu gibt es keine Wettkämpfe, da die Kampfsysteme zum Überleben erdacht wurden. Bei fortgeschrittenen Schülern finden jedoch Randori statt, um die Fertigkeiten zu testen. Diese Randori werden mit äußerster Vorsicht ausgeführt.
Das Kampfsystem im Bujinkan besteht aus folgenden 3 Aspekten:

### Ukemi/Kaiten/Nagare/Nagashi
Nagashi bedeutet „den Angriff aufnehmen“.
Wenn man Schlagtechniken betrachtet, handelt es sich vor allem um Blöcke und Ausweichbewegungen.
Wenn man Würfe betrachtet, handelt es sich um verschiedene Formen der Abrolltechniken (Nagare oder Kaiten), Sturztechniken (Ukemi) sowie Sprünge (Tobi) und der Wiedergewinnung des Gleichgewichts. Der Schüler lernt dabei, Stürze mit Hilfe von Roll- und Falltechniken möglichst weich abzufangen. Wichtig ist, dies möglichst lautlos und auch auf hartem Untergrund (z. B. Asphalt) zu können.
Mit zum Ukemi gehört auch das Klettern, das Überwinden von unwegsamem Gelände sowie Techniken wie Saltos, Radschläge und Handstände.

### Waffenloser Kampf
Im Training werden Katas, Kampfstellungen und Bewegungsabläufe gelernt. Diese Katas enthalten u. a. Schläge, Tritte, Würfe und Hebel. Sie werden meist mit Partner ausgeführt, aber können auch ohne Partner ausgeführt werden.
Durch das Training in diesen Katas lernt der Schüler taktisches Verhalten und ein Gefühl für die Distanz, wobei er gleichzeitig übt, sich immer zu schützen.

### Bewaffneter Kampf
Nachdem der Schüler ein Gefühl für Distanz entwickelt hat und er eine bestimmte (von Dōjō zu Dōjō unterschiedliche) Graduierung erreicht hat, lernt er, verschiedene Waffen anzuwenden. Dabei wird wie beim waffenlosen Kampf vorgegangen.
Der Schüler bekommt so ein Gefühl, wie man mit bestimmten Waffen umgeht. Er trainiert üblicherweise mit Partnern. Dabei werden für gewöhnlich Übungswaffen verwendet. Die Übungswaffen sind meist aus Hartholz gefertigt. Zum Schutz vor Verletzungen kommen aber auch stark gepolsterte Waffen zum Einsatz.

## Waffen
Im Bujinkan Budo wird eine große Auswahl an Waffen unterrichtet. Durch das Erlernen der vielen unterschiedlichen Waffen verbessert der Schüler sein Taijutsu und sein Distanzgefühl. Die Waffen, mit denen trainiert wird, sind ein Paradigma der jeweiligen Waffenart. Zum Beispiel lernt ein Schüler den Umgang mit einem Stock und könnte mit dem gleichen System auch einen Baseball-Schläger als Waffe verwenden.
Die Waffen werden in vier Klassen unterteilt:
- Stöcke
- Klingen
- Flexible Waffen
- Geschosse

Traditionell werden folgende Waffen unterrichtet:
- Holzstab (verschiedene Längen: Bō, Jō, Hanbō, Tanbō)
- Jitte, Tessen, Kunai
- Speer (Yari, Kamayari)
- Naginata, Bisentō
- Schwert (Daitō, Wakizashi (Shōtō), Tantō. Übungsformen: Shinai, Bokken, Iaitō usw.)
- Kaginawa (Seil), Kusari Fundō (Kette mit Gewicht an den Enden), Kyoketsu Shoge (Dolch mit Seitenklinge und beschwertem Seil), Kusari Gama (Sichel mit Kette)
- Shuriken (legal in Deutschland nur Bo-Shuriken)
- Bogen

Die meisten modernen Waffen haben eine große Ähnlichkeit mit traditionellen Waffen. Moderne Waffen, wie z. B. die vor gut 400 Jahren eingeführten Schusswaffen (Pistole und Gewehr), gehören nach Hatsumi mit zu den grundlegenden Waffentypen und werden in manchen Dōjō unterrichtet.

## Graduierung
Anders als in vielen anderen Budō-Künsten werden die Graduierungsstufen nicht durch einzelne Gürtelfarben kenntlich gemacht, sondern es gibt nur Weiß, Grün bzw. Rot und Schwarz. Es gibt 10 Schülergraduierungen (Kyū) und 15 Meistergraduierungen (Dan). Oft wird gesagt, dass erst ab dem 15. Dan die wahre Lernzeit anfängt.
Man startet mit dem weißen Gurt und trägt nach der ersten Prüfung als Frau einen roten und als Mann einen grünen Gürtel. Mit der bestandenen Prüfung zum ersten Dan trägt man einen schwarzen Gürtel. Die Graduierung wird über die Farbe des Abzeichens (Bujin-Aufnäher auf der linken Brustseite der Jacke) und einer Anzahl von silbernen bzw. goldenen Sternen gekennzeichnet. Es besteht jedoch keine Pflicht, diese Kennzeichen zu tragen.
In manchen Dōjō sieht man auch gelbe und orangefarbene Gürtel, die meistens als Vorstufen für Kindergruppen benutzt werden.
Über die Graduierung hinaus existieren folgende zwei Titel, die per Urkunde verliehen werden, zur Mitgliedschaft im Shidoshikai führen und das Führen eines eigenen Dōjō erlauben:
- shidōshi hō (zusätzlich zum 1.–4. Dan)
- shidōshi (ab 5. Dan)

Vereinzelt verleiht Hatsumi Sensei auch eine sogenannte „höhere Lehrbefugnis“ für spezielle Bereiche, wie Waffentypen oder Ryuha:
- menkyo kaiden (ab dem 15. Dan)

Über verliehene Titel hinaus existieren folgende zwei Titel, die von Schülern als Ehrbezeugung und aus Höflichkeit verwendet werden:
- Sensei (sinngemäß „Lehrer“)
- Shihan (sinngemäß „Musterlehrer“, im Bujinkan üblicherweise ab 10. Dan)
- Yūshū Shihan (sinngemäß „ausgezeichneter Seniorlehrer“, ab dem 15. Dan)
- Dai Shihan (sinngemäß „Senior Lehrer“, ab dem 15. Dan – derzeit höchste vergebene Auszeichnung)

Die folgende Tabelle zeigt die Graduierungen mit den Gürtelfarben und Aufstickungen:
| Grad | jap. Name | Gürtelfarbe | Schriftzeichen                    | Rand     | Hintergrund | Sterne               |
| ---- | --------- | ----------- | --------------------------------- | -------- | ----------- | -------------------- |
| 10   | mukyū     | weiß        | weiß                              | weiß     | rot         | keine                |
| 09   | kyūkyū    | rot/grün    | weiß                              | weiß     | rot         | keine                |
| 08   | hachikyū  | rot/grün    | weiß                              | weiß     | rot         | ein silberner Stern  |
| 07   | nanakyū   | rot/grün    | weiß                              | weiß     | rot         | zwei silberne Sterne |
| 06   | rokukyū   | rot/grün    | weiß                              | weiß     | rot         | drei silberne Sterne |
| 05   | gokyū     | rot/grün    | weiß                              | weiß     | rot         | vier silberne Sterne |
| 04   | yonkyū    | rot/grün    | weiß                              | weiß     | rot         | ein goldener Stern   |
| 03   | sankyū    | rot/grün    | weiß                              | weiß     | rot         | zwei goldene Sterne  |
| 02   | nikyū     | rot/grün    | weiß                              | weiß     | rot         | drei goldene Sterne  |
| 01   | ichikyū   | rot/grün    | weiß                              | weiß     | rot         | vier goldene Sterne  |
| 01   | shodan    | schwarz     | schwarz                           | schwarz  | rot         | keine                |
| 02   | nidan     | schwarz     | schwarz                           | schwarz  | rot         | ein silberner Stern  |
| 03   | sandan    | schwarz     | schwarz                           | schwarz  | rot         | zwei silberne Sterne |
| 04   | yondan    | schwarz     | schwarz                           | schwarz  | rot         | drei silberne Sterne |
| 05   | godan     | schwarz     | schwarze Schrift, silber umstickt | silber   | rot         | keine                |
| 06   | rokudan   | schwarz     | schwarze Schrift, silber umstickt | silber   | rot         | ein goldener Stern   |
| 07   | nanadan   | schwarz     | schwarze Schrift, silber umstickt | silber   | rot         | zwei goldene Sterne  |
| 08   | hachidan  | schwarz     | schwarze Schrift, silber umstickt | silber   | rot         | drei goldene Sterne  |
| 09   | kyūdan    | schwarz     | schwarze Schrift, silber umstickt | silber   | rot         | vier goldene Sterne  |
| 10   | jūdan     | schwarz     | grüne Schrift, hellblau umstickt  | hellblau | orange      | keine                |
| 11   | chigyo    | schwarz     | grüne Schrift, hellblau umstickt  | hellblau | orange      | ein goldener Stern   |
| 12   | suigyo    | schwarz     | grüne Schrift, hellblau umstickt  | hellblau | orange      | zwei goldene Sterne  |
| 13   | kagyo     | schwarz     | grüne Schrift, hellblau umstickt  | hellblau | orange      | drei goldene Sterne  |
| 14   | fugyo     | schwarz     | grüne Schrift, hellblau umstickt  | hellblau | orange      | vier goldene Sterne  |
| 15   | kugyo     | schwarz     | grüne Schrift, hellblau umstickt  | hellblau | orange      | fünf goldene Sterne  |

Die einzelnen Dan-Graduierungen sind in drei Gruppen unterteilt:
- 1.–5. Dan Ten (Himmel)
- 6.–10. Dan Chi (Erde)
- 11.–15. Dan Jin (Mensch)

## Trainingsanzug
Im Dōjō wird ein schwarzer Trainingsanzug (japanisch Dogi) und ggf. mit speziellen Socken (japanisch Tabi) und schwarzem Hemd unter der Jacke getragen. Dazu wird das Bujin-Zeichen in der Farbe passend zur Graduierung links über dem Herzen auf der Jacke getragen. Über dem Abzeichen können die Sterne je nach Graduierung aufgenäht werden. Der Gürtel (japanisch Obi) wird entsprechend der jeweiligen Graduierung weiß, grün/rot oder schwarz getragen. In manchen Dōjō außerhalb Japans wird das jeweilige Dojo-Abzeichen auf dem linken Oberarm der Jacke getragen.
Wenn es warm ist, wird die Jacke üblicherweise nicht getragen.